# Marquesado de Benviure
El marquesado de Benviure es un título nobiliario español creado por el archiduque Carlos de Austria (reconocido por los austracistas y los países de la Gran Alianza de La Haya como rey Carlos III de España) el 5 de mayo de 1719, a favor de Ignacio de Boria y de Sanahuja, señor del Castillo de Benviure, capitán de la 4.ª compañía del 1.er. batallón de la Coronela de Barcelona.
La denominación del título hace referencia al señorío de Benviure, que ostentaba el primer marqués.
Este título nunca fue reconocido como título del reino y nunca se pidió su rehabilitación por lo que es simplemente un título histórico, estando actualmente caducado al no ser posible ya su rehabilitación.

## Situación jurídica del título
Con la firma del Tratado de Viena (1725) el rey Felipe V de España y su rival al trono el emperador Carlos VI se obligaban a reconocer mutuamente los títulos otorgados hasta la firma del tratado. Mientas la mayor parte de los austracistas o sus sucesores juraron lealtad a los reyes de España y les fueron reconocidos los Títulos otorgados por el archiduque Carlos como rey de España al solicitarlo expresamente, sin embargo, ni el titular del marquesado de Benviure ni sus descendientes solicitaron tal reconocimiento. 
A pesar de que el Tratado de Viena no establecía un periodo de tiempo de vigencia para hacer efectivo el reconocimiento de los títulos austracistas pudiendo interpretarse que el reconocimiento puede hacerse en cualquier momento —postura que defiende Armand de Fluvià—, no obstante, el tratado sí los hace equiparables al resto de títulos españoles y por tanto, no están sujetos a una situación de privilegio respecto a la potestad reglamentaria del Gobierno sino que la equiparación del título trae como consecuencia la común regulación jurídica, por lo que siguen las mismas normas de sucesión y rehabilitación que el resto de títulos nobiliarios, ya que hay que distinguir la existencia de la merced nobiliaria respecto de los requisitos formales, que son de aplicación común a cualquier título.
De esta forma el Real Decreto de 27 de mayo de 1912 y la Real Orden de 29 de mayo de 1915 produjeron una caducidad en todos los títulos no ocupados y sin titular antes del 28 de mayo de 1912. La modificación del Real Decreto 222/1988 de 11 de marzo estipuló que los títulos caducados no podrían rehabilitarse en caso de que hayan permanecido así durante cuarenta años o el solicitante tenga respecto del último poseedor un grado de parentesco que supere el sexto grado civil, con lo cual la situación general de título de marqués de Benviure es la de "caducado" al no haberse reconocido en su momento y no poder ser rehabilitado al no cumplir con los requisitos del Real Decreto de 1988, por ellos no está "vacante", ya que esta denominación se aplica a los títulos que estando legalmente en vigor no tienen titular en ese momento, en espera de ser otorgado a quién legítimamente le corresponda.

## Marqueses de Benviure
|                                                    | Titular                                            | Periodo                                            |
| Creado en 1719 por el archiduque Carlos de Austria | Creado en 1719 por el archiduque Carlos de Austria | Creado en 1719 por el archiduque Carlos de Austria |
| -------------------------------------------------- | -------------------------------------------------- | -------------------------------------------------- |
| I                                                  | Ignacio de Boria y de Sanahuja                     | 1719-?                                             |

## Historia de los marqueses de Benviure
- Gabriel-Francisco de Boria y de Gualba, señor de Benviure, doctor en Derecho, conseller segundo de Barcelona, elevado a caballero el 12 de julio de 1689, y nobre el 12 de agosto de 1696.

Participó en las Cortes de 1701 y 1705, y en los Brazos de 1713.
Tuvo, al menos, tres hijos:
1. Ignacio de Boria y Sanahuja, que sigue;
2. Miguel de Boria y Sanahuja, participó en las Cortes de 1705 y en los Brazos de 1713;
3. José de Boria y Sanahuja, participó en las Cortes de 1705.

- Ignacio de Boria y Sanahuja, I marqués de Benviure.

Sin datos sobre su descendencia, ni sobre la sucesión en el título.